# Совет судей Российской Федерации
Совет судей Российской Федерации — постоянно действующий орган судейского сообщества России, избираемый Всероссийским съездом судей из числа судей федеральных судов, а также судей судов субъектов Российской Федерации. Статус Совета судей Российской Федерации, как и других органов судейского сообщества, определяется федеральным законом «Об органах судейского сообщества в Российской Федерации».

## История

### Первый состав Совета (1991—1993)
В 1989 году был принят Закон «О статусе судей в СССР», которым предусматривался ежегодный созыв судей субъектов Союза и субъектов республик на конференции. В компетенцию Совета передавались обсуждения возникших в судебной практике вопросов применения законодательства, обращение в высшие суды с предложениями о даче руководящих разъяснений, о толковании законов, избрание квалификационных коллегий судей.
В 1991 году по предложению Председателя Верховного Суда РСФСР Вячеслава Лебедева и министра юстиции РСФСР Николая Федорова и группы судей был созван I Всероссийский съезд судей, который состоялся с 17 по 18 октября 1991 года. По решению съезда был создан Совет представителей судей, как орган, функционирующий в период между съездами и призванный содействовать проведению судебной реформы в России, защищать интересы судей, представлять их в других органах государственной власти. После, в каждом субъекте Российской Федерации были проведены конференции судей, которые избрали по одному представителю в Совет.

### Второй состав (1993—1996)
с 29 по 30 июня 1993 года состоялся II Всероссийский съезд судей.

## Формирование Совета
Совет судей Российской Федерации формируется Всероссийским съездом судей из числа судей федеральных судов, а также судей судов субъектов Российской Федерации. В Совете судей Российской Федерации устанавливаются следующие нормы представительства:
- от судей Конституционного Суда Российской Федерации — два судьи;
- от судей Верховного Суда Российской Федерации — четыре судьи;
- от судей кассационных судов общей юрисдикции, кассационного военного суда — два судьи;
- от судей апелляционных судов общей юрисдикции, апелляционного военного суда — два судьи;
- от судей арбитражных судов округов — два судьи;
- от судей арбитражных апелляционных судов — два судьи;
- от судей верховных судов республик, краевых, областных судов, судов городов федерального значения, суда автономной области и судов автономных округов — пять судей;
- от судей арбитражных судов субъектов Российской Федерации — восемь судей;
- от судей окружных (флотских) военных судов — два судьи;
- от судей гарнизонных военных судов — три судьи;
- от судей районных судов — восемь судей;
- от мировых судей — пять судей;
- от судей конституционных (уставных) судов субъектов Российской Федерации — три судьи;
- от каждого субъекта Российской Федерации — по одному судье, избираемому съездом по представлению соответствующей конференции судей субъекта Российской Федерации.

## Председатели Совета
- Карцев, Гарольд Николаевич (1992—1993 гг.)
- Бобров, Михаил Михайлович (1993—1995 гг.)
- Сидоренко, Юрий Иванович (1995—2012 гг.)[3]
- Краснов, Дмитрий Анатольевич (2012—2016 гг.)[3]
- Момотов, Виктор Викторович (с 2016 г.)